# Kanaker-Sejtun
Kanaker-Sejtun, auch Kanaker-Zeytun (armenisch Քանաքեռ-Զեյթուն), ist ein Distrikt im Nordosten von Jerewan, der Hauptstadt Armeniens. Der Stadtbezirk entstand als Zusammenschluss der Orte Kanaker und Nor Sejtun und grenzt an die Bezirke Awan, Arabkir, Kentron, und Nor Nork.
Der Künstler Chatschatur Abowjan (19. Jahrhundert) und der Musiker Dschiwan Gasparjan (1928–2001) stammten aus Kanaker.
Nor Zeytun wurde zwischen 1946 und 1948 von armenischen Einwanderern aus dem Libanon, Syrien, Ägypten, Iran, dem Irak und Griechenland gegründet. Der Name Sejtun (Zeytun) ist der alte Name der Stadt Süleymanlı in der heutigen türkischen Provinz Maraş.
Kanaker-Sejtun hat heute eine Einwohnerzahl von 79.600 bei einer Fläche von 8,1 km² (Stand 2011). Der Stadtteil befindet sich auf einer Höhe von 1280 m über dem Meeresspiegel. Der Bürgermeister ist Arajik Kotandschjan.